# 중력미자
중력미자(重力微子, 영어: gravitino 그래비티노[*])는 중력자의 가상의 초짝입자다. 초중력이론에서 등장한다. 초대칭 깨짐에 의하여 생기는 골드스티노를 삼켜 질량을 가진다.
스핀 1½인 입자로서, 라리타-슈윙거 방정식을 따른다.
초중력에서 마요나라장처럼 표현되기도 한다

## 같이 보기
- 초중력
- 중력자